# Preboste
Preboste era um agente do senhor feudal ou do Rei, encarregado de ministrar justiça e gerir a propriedade que lhe era confiada, na Idade Média e durante o Antigo Regime. 
Passou depois a designar um magistrado ou oficial responsável pela manutenção da lei e da ordem dentro do Exército. Hoje, em alguns exércitos é a designação do comandante ou do próprio serviço de polícia militar.
Esta função foi instituída pelo Rei Salomão.

## Etimologia
O termo preboste (em francês, prévôt) vem do  latim præpositus (em português, "preposto"). 

## Brasil
No Brasil o termo preposto designa aquele quem tem poderes subestabelecidos por um outorgante para o representar e defender em causas judiciais. Muito utilizado nas demandas da Justiça do Trabalho, conforme estabelecido nos artigos 483; 630; 843, §1º; 861, todos da CLT - Consolidação das Leis de Trabalho.

## Portugal
No Exército Português, até 1984, existiu um órgão central de direção de Polícia Militar/Polícia do Exército, denominado como Chefia do Serviço de Preboste, subordinado ao chefe do Estado-Maior do Exército, cuja função foi atribuída à Direção da Arma de Cavalaria em julho de 1984.